# Konstantin Wecker
Konstantin Alexander Wecker (Monaco di Baviera, 1º giugno 1947) è un cantautore, compositore e attore tedesco.

## Biografia
Uno dei suoi primi lavori come autore di canzoni è stato al cabaret di Monaco "Münchner Lach- und Schießgesellschaft" nel 1973. Il suo esordio come cantante e pianista avvenne nel 1977 con l'LP Genug ist nicht genug ("Abbastanza non è abbastanza"), che include il popolare brano blues "Willy", che parla di un uomo, probabilmente amico intimo di Wecker, che fu assassinato da nazisti ubriachi.
Negli anni 80 e nuovamente negli anni 90 Wecker ha fatto uso di droghe, specialmente cocaina. Ha raccontato questi problemi nelle sue canzoni e in alcuni libri.
Wecker ha prodotto più di 40 album, ed ha anche composto musica per il cinema ed il teatro, e ancora musical per bambini.
Nel 2003, Wecker è diventato un oppositore pubblico del governo degli Stati Uniti contro la guerra in Iraq, unendosi ai suoi colleghi cantautori Hannes Wader e Reinhard Mey.
Nel marzo del 2006 Wecker è stato costretto a cancellare un concerto programmato nella cittadina di Halberstadt nella Sassonia-Anhalt, perché il Partito Nazionaldemocratico di Germania (NPD), una formazione di estrema destra, aveva fatto pressione sulle autorità locali minacciando di interrompere con la forza l'esibizione. Wecker promise che sarebbe ritornato a Halberstadt nell'estate del 2006; vi cantò il 17 giugno 2006, accompagnato dal collega cantautore Hannes Wader e dal percussionista afgano Hakim Ludin.
Amico e collaboratore del cantautore italiano Pippo Pollina, ha partecipato alla realizzazione del suo quarto album, Le pietre di Montsegùr (1993). Lo stesso Pollina, nell'album Caffè Caflisch del 2009, nel brano Grida no ha tradotto e adattato il successo dal contenuto antinazista e antimilitarista di Wecker Sage Nein!.

## Discografia parziale

### Album

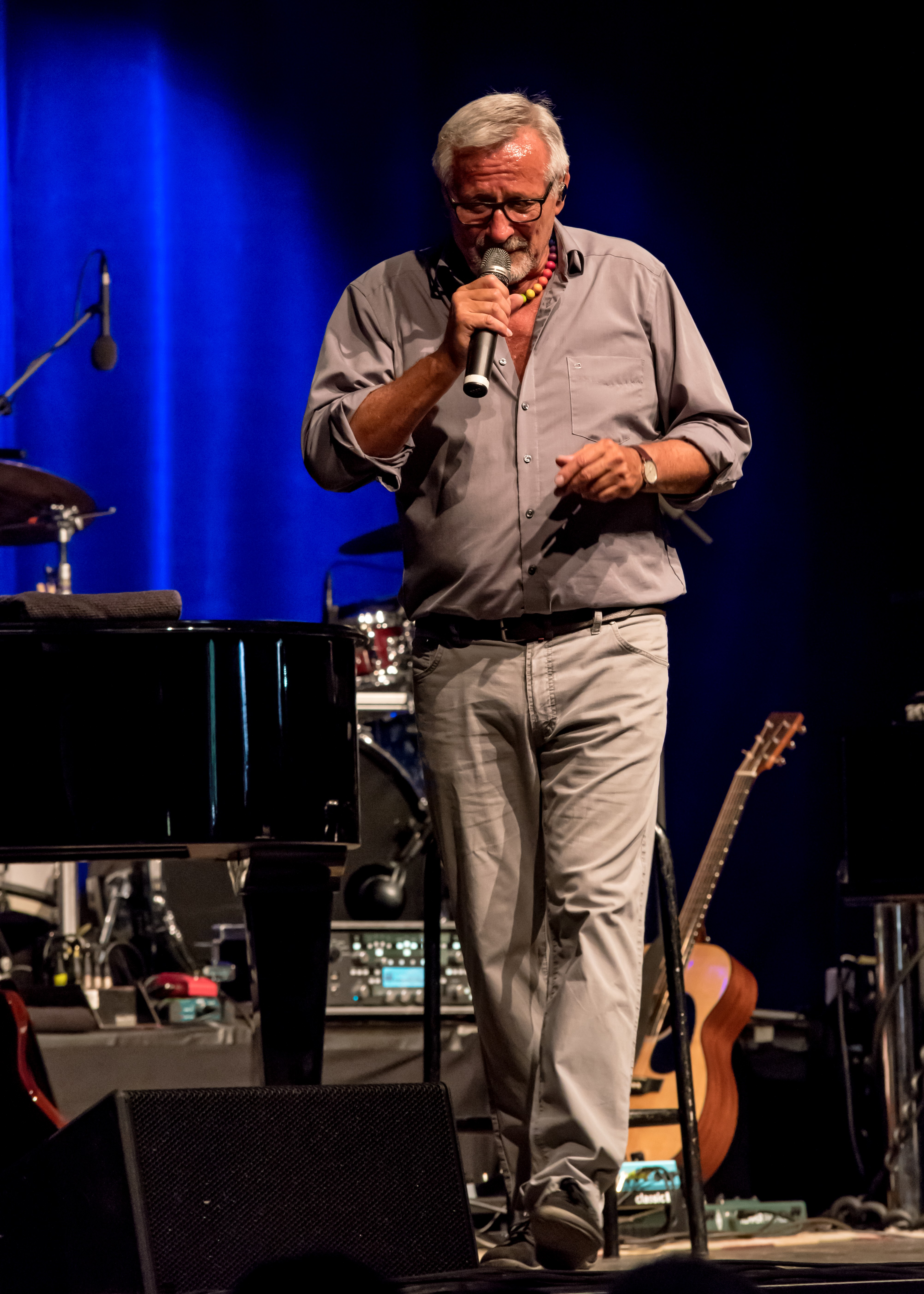
Konstantin Wecker Zelt-Musik-Festival nel 2017 a Freiburg Friburgo in Brisgovia, Germania

- 1972: Die sadopoetischen Gesänge des Konstantin Amadeus Wecker (successivamente rinominato: Konstantin's Erste)
- 1974: Ich lebe immer am Strand
- 1977: Genug ist nicht genug
- 1978: Eine ganze Menge Leben
- 1979: Live
- 1980: Liederbuch
- 1981: Live in München
- 1984: Inwendig warm
- 1987: Wieder dahoam - Live in Austria
- 1989: Stilles Glück, trautes Heim
- 1993: Uferlos
- 1996: Gamsig
- 1998: Brecht
- 2001: Vaterland
- 2005: Am Flußufer
- 2006: Politische Lieder
- 2007: Alles das und mehr (DVD music video)

### Collaborazioni
- 1988: Joan Baez / Konstantin Wecker / Mercedes Sosa: Three worlds, three voices, one vision
- 1999: Jutta Richter / Konstantin Wecker: Es lebte ein Kind auf den Bäumen // libro e CD
- 2001: Konstantin Wecker / Hannes Wader: Was für eine Nacht
- 2003: Reinhard Mey / Hannes Wader / Konstantin Wecker: Das Konzert

## Filmografia

### Cinema
- Hochzeitsnacht-Report, regia di Hubert Frank (1972)
- Sesso in corsia (Krankenschwestern-Report), regia di Walter Boos (1972)
- Le vacanze allegre delle liceali
- Amore in tre dimensioni  (Liebe in drei Dimensionen), regia di Walter Boos (1973)
- Sorelle - L'equilibrio della felicità (Schwestern oder Die Balance des Glücks), regia di Margarethe von Trotta (1979)
- Quella Trabant venuta dall'Est (Go Trabi Go), regia di Peter Timm (1991)
- Due uomini per Pauline (Ein Mann für jede Tonart), regia di Peter Timm (1993)

### Televisione
- Die Autozentauren, regia di Charles Kerremans - film tv (1972)
- SOKO 5113 (serie tv) episodio Tommy (1999)
- Toscana andata e ritorno (Einmal Toskana und zurück), regia di Imogen Kimmel - film tv (2008)
- A casa con Babbo Natale (Der Nikolaus im Haus), regia di Gabi Kubach (2008)